# Latin American Motorcycle Association
Die Latin American Motorcycle Association (L.A.M.A. oder LAMA) ist ein Motorradclub mit Sitz in Chicago.
Voraussetzung für die Mitgliedschaft ist das Fahren eines eigenen Motorrades. Auch Frauen werden als vollwertige Mitglieder akzeptiert.
Es handelt sich um eine internationale Motorrad-Organisation mit ca. 7.500 Mitgliedern in über 24 Ländern.
Lebenspartner, Eheleute, Kinder und Geschwister können als „Social Member“ aufgenommen werden.

## Geschichte
Die Verbindung wurde 1977 in Chicago gegründet. Seit ihrer Gründung ist die L.A.M.A. ein Moto-Touring Club mit demokratischen Ideen. Seit 1999 wurde aus der L.A.M.A. eine internationale Vereinigung (I.M.A.). Die ersten internationalen Chapter wurden in Puerto Rico, Mexiko und Kuba gegründet. Heute gibt es über 160 Chapter in Amerika, Asien, Europa und Australien. Der Club hat sich zu einer „International Humanist Association“ entwickelt. L.A.M.A.-Mitglieder sind weltweit in jedem Chapter herzlich wilkommen. Die L.A.M.A. ist als einer der aktivsten Moto-Touring Clubs anerkannt. Es gibt innerhalb der Gesellschaft viele Frauen (DAMAS DE LAMA), die mit ihrem eigenen Motorrad fahren „Ride Their Own“. Der Verein bietet Stipendien, fördert die Vielfalt und bietet einen gemeinsamen Ort, wo Biker ihr Wissen und Erfahrungen mit anderen teilen können.

## Mitgliedsarten
Es gibt folgende Mitgliedsarten:
Full Member
Jeder der im Besitz einer gültigen Fahrerlaubnis für Motorräder ist und Zugang zu einem Motorrad hat, kann bei der L.A.M.A. Mitglied werden.
Associate Member
Es können Verwandte und Lebenspartner als Associate Member aufgenommen werden.
Junior Member
Kinder von Full Members können Junior Members werden.
Prospect
Bevor jemand als Mitglied aufgenommen werden kann, muss er mindestens 6 Monate im Status
eines Anwärters (Prospect) an möglichst vielen Aktivitäten seines Chapters teilnehmen.
Nach dieser „Probezeit“ kann auf Antrag der Prospect durch die Mitglieder vom Chapter
zum Full Member gewählt werden.

## Organisation
Der internationale Vorstand, wie auch alle anderen Positionen, werden demokratisch gewählt. Zur Gründung eines Chapters sind mindestens sieben Interessenten erforderlich, die die Mitgliedsvoraussetzungen als „Active Member“ erfüllen. Jedes Chapter wählt seinen eigenen Vorstand. Es gibt folgende Vorstandsämter (officer): President, Vice-President, Secretary, Treasurer und Road Captain. President und Vice President müssen Full Member sein, die anderen 3 Ämter können von jedem Member ausgeübt werden. Als Doppelfunktion ist lediglich Secretary und Treasurer gestattet.
Alle Chapter können nur mit Einwilligung des internationalen Vorstandes gegründet werden. Nach Gründung ist der Chapter immer erst im „Organized Status“. Zum Voll-Chapter werden mindestens 15 Member benötigt und der internationale Vorstand muss seine Einwilligung geben. Es gibt heute ca. 240 Chapter, darunter in Europa sechs in Deutschland  und je eins in der Schweiz, Frankreich und Spanien, mit über 7.500 Mitgliedern weltweit.